# Folytassa újra, doktor!
Folytassa újra, doktor!, eredeti címe Carry On Again Doctor, 1969-ben bemutatott brit (angol) fekete-fehér filmvígjáték, a „kórházas” filmek paródiája, a Gerald Thomas által rendezett Folytassa… filmsorozat 18. darabja. Főszereplői a sorozat rendszeres sztárjai közül Sidney James, Kenneth Williams, Charles Hawtrey, Joan Sims, Barbara Windsor és Hattie Jacques, továbbá Jim Dale, aki e film után sokáig nem szerepelt a sorozatban, csak 1992-ben tért vissza Kolumbuszként. Itt jelenik meg először Patsy Rowlands, későbbi rendszeres sorozat-szereplő.

## Cselekmény
A Long Hampton Klinikán dolgozó Dr Jimmy Nookey (Jim Dale) állandó figyelmetlensége csak úgy vonzza a bajt. A női zuhanyozóban halálra rémíti a rögeszmés magánbeteget, Miss Armitage-et (Ann Lancaster). Állandó konfliktusban van Dr. Stoppidge főorvossal (Charles Hawtrey), Dr. Frederick „Farigcsáló” Carver sebészfőorvossal (Kenneth Williams) és Miss Szuper (eredetileg Miss Soaper) főnővérrel (Hattie Jacques), akik minden lépését figyelik, és igyekeznek bevarrni a kórház igazgatótanácsánál. A kórházba behozzák a pucér Goldie Locks színésznőt, aki szégyenkezve bevallja, hogy valódi neve Mocsári Médi (eredeti szövegben Maud Boggins, Barbara Windsor első híres majdnem-meztelen filmjelenete). Dr. Nookey azonnal belezsong, meghívja a kórházi személyzet táncestjére, ahol a féltékeny Dr. Stoppidge sutyiban tiszta alkoholt csempész az italába. Nookey jól berúg, Goldie-t egy kórházi ágyon akarja magáévá tenni, a botrány az utolsó csepp: Dr. Nookey-t felfüggesztik. A fegyelmi eljárásban akár orvosi hivatásának gyakorlásától is eltilthatják.
Dr. Carver egy gazdag magánbetegétől, Ellen Moore-tól (Joan Sims) támogatást kér saját magánkórházának létesítéséhez. Mrs Moore azzal a feltétellel ad pénzt, ha Dr. Carver gondoskodik az orvosi állás betöltéséről a Mrs Moore által érzelmi okokból fenntartott dél-tengeri szociális misszióban, a távoli Boldogság-szigeteken („Beatific Islands”). Dr. Carver kiutat kínál a szorult helyzetbe jutott Dr. Nookey-nak: vállalja el ezt az állást, akkor megszüntetik ellene a fegyelmi eljárást. Dr. Nookey elutazik az Isten háta mögötti szigetre, ahol az év kilenc hónapjában esik az eső, a többi három hónapban hurrikánok tombolnak.
A kopott missziós barakkban Dr. Nookey megismerkedik Ilivere Bambulával (eredeti szövegben Gladstone Screwer, Sidney James), a helyi orvosságos emberrel, felcserrel és kuruzslóval, akinek öt helybéli felesége van, minden munkanapra egy, hétvégén pihen. Bambula meglepődik, hogy orvost küldtek ide, hiszen mindenkit a varázsló – azaz ő maga – gyógyít, az orvosi rendelőt ki sem kell nyitni. Az előző orvos csontváz képében áll a sarokban.
Nookey felméri a kórház felszerelését: a Mrs. Moore által számolatlanul küldött pénzt Bambula főleg whiskeyre költi. Bambula alig várja, hogy Nookey eltűnjön innen. Panaszos levelet ír Dr. Carvernek, hogy Dr. Nookey csak csajozik és piál, elhanyagolja kötelességeit, a betegek „hullanak, mint a fecskék”, hívják vissza minél előbb. Dr. Carver bajban van: tudja, hogy arra a szigetre senki sem megy önként, márpedig Mrs Moore csak akkor ad pénzt a magánkórházra, ha orvosa van a missziónak. Dr. Carver személyesen indul a Boldogság-szigetekre, hogy megrendszabályozza Dr. Nookeyt.
A szigeten unatkozó, magányos és szerelmes Nookey egyetlen szórakozása egy kirakós (puzzle) játék. Bambula egy Bozont (eredeti szövegben Scrubba) nevű kövér helyi csajt hoz neki, de Nookey olyan karcsú nőt akar, mint Goldie. Bambula egy hetet kér, és visszahozza neki a bombázó Bozontot (Shakira Baksh), karcsún és és formásan. Balbula titka egy maga kotyvasztotta, csodatévő elixír, amely egy hét alatt a kívánt mértékre fogyasztja a nőket. Nookey óriási üzletet szimatol, megalkuszik Balbulával: havonként rendszeresen küldi neki az elixírt, minden palackért két karton angol cigarettát kap cserébe. Az első adaggal Nookey máris hazaindul Londonba.
Dr. Carver már nem találja Nookeyt a szigeten, ráadásul bárányhimlőt kap, három hónapig ott kell rostokolnia. Asszisztensnője, Miss Fosdick (Patsy Rowlands) Balbulához szegődik újabb feleségnek, remekül érzi magát, és hamarosan egyedüli főfeleséggé küzdi fel magát. Dr. Carverrel a hazaúton elsüllyed a hajó, egyetlen túlélőként lerongyolva, borostásan vetődik haza. A Long Hampton kórházban gonosz meglepetésekkel szembesül: az ő helyére dr. Stoppidge-ot ültették, Dr. Nookey társult Mrs Moore-ral, akinek pénzéből saját súlycsökkentő rendelőt és klinikát nyitott, ahol tolonganak a jól fizető páciensek. Carver régi főnővére, Miss Szuper is átszegődött Nookey klinikájára, a személyzet egy része is vele tartott. Az új főnővér (Pat Coombs) csavargónak véli és távozásra szólítja fel a borostás főorvost.
Dr. Carver és Dr. Stoppidge el akarják lopni Nookey sikerének kulcsát, a titkos szérumot, amelyet állítólag ő maga talált fel. Dr. Carver beprotezsálja a klinikára Dr. Stoppidge-ot női ruhában, mint „Lady Pocsonya” (eredetiben „Lady Puddleton”). A klinikára befekszik a tökéletes alakú Goldie is, aki már Miss Matyus néven híres színésznő, és a filmesek akarják lefogyasztani, hogy az új, csont-és-bőr szépségideál legyen belőle. Maga Mrs Moore is befekszik egy kúrára. Nookey „saját találmányú elixírje” azonban fogyóban van, a Bambulától várt szállítmány egyre késik.
Az elixír helyett Bambula érkezik, aki látni akarja, mennyi hasznot hoz Nookey „saját találmányú elixírje”, és felesben társulni akar Nookey-val, de az elutasítja, és továbbra is cigarettával akar fizetni. Bambula ad neki még egy utolsó palackot, Dr. Nookey minden nőnek ebből adja be az injekciót. Ez azonban nem fogyasztó, hanem nemet-változtató elixír, az összes női páciensnek szakálla nő tőle. Nookey most már hajlandó társulni Bambulával. Dr. Carver megszerzi a maradék elixírt, és az orvosi kamara elé akarja vinni Nookeyt. Végül megegyeznek, közös társaságot alapítanak, és megnyitják a Moore–Nookey–Bambula–Carver Klinikát, ahol a csodaelixírrel kezelik a fogyni vágyó pénzes pácienseket. Dr. Nookey feleségül veszi Goldie-t, mindkét kórház személyzete összebékülve kivonul az esküvőre.

## Szereposztás
| Szerep                                                | Színész           | Magyar hangja (1. szinkron) | Magyar hangja (2. szinkron) |
| ----------------------------------------------------- | ----------------- | --------------------------- | --------------------------- |
| Dr. Frederick Carver                                  | Kenneth Williams  | Felföldi László             | Versényi László             |
| Dr. Ernest Stoppidge / Lady Puddleton / Lady Pocsonya | Charles Hawtrey   | Balázsi Gyula               | Kassai Károly               |
| Dr. James „Jimmy” Nookey                              | Jim Dale          | Juhász Jácint               | Bognár Zsolt                |
| Ellen Moore, gazdag özvegy                            | Joan Sims         | Magda Gabi                  | Fodor Zsóka                 |
| Gladstone Screwer / Ilivere Bambula                   | Sidney James      | Szabó Ottó                  | Szabó Ottó                  |
| Goldie Locks / Maud Boggins / Mocsári Médi            | Barbara Windsor   | Földessy Margit             | Csere Ágnes                 |
| Miss Soaper főnővér / Miss Szuper                     | Hattie Jacques    | Dallos Szilvia              | Molnár Piroska              |
| Miss Fosdick, Dr. Carver asszisztense                 | Patsy Rowlands    | Dallos Szilvia              | Vennes Emmy                 |
| Totyogó beteg                                         | Peter Butterworth | Balázsi Gyula               | Makay Sándor                |
| Willing nővér                                         | Elizabeth Knight  | Dallos Szilvia              | Kiss Virág                  |
| Miss Deirdre Filkington-Battermore                    | Valerie Leon      | Földessy Margit             | Madarász Éva                |
| Henry, laza orvos                                     | Peter Gilmore     | Felföldi László             | Balázsi Gyula               |
| Új főnővér                                            | Pat Coombs        | Dallos Szilvia              | Várnagy Kati                |
| Kookaburra                                            | Frank Singuineau  | Balázsi Gyula               | Juhász Tóth Frigyes         |
| Scrubba / Bozont (néma szereplő)                      | Shakira Baksh     | –                           | –                           |
| Lord Paragon                                          | William Mervyn    | Balázsi Gyula               | Horkai János                |
| Mr. Bean / Mr. Bab, páciens                           | Frank Forsyth     | Juhász Jácint               | Antal László                |
| Berkeley nővér                                        | Faith Kent        | Földessy Margit             | Papp Ági                    |
| Éjszakás nővér                                        | Gwendolyn Watts   | Földessy Margit             | Kiss Virág                  |
| Kórházi portás                                        | Harry Locke       | Felföldi László             | Juhász Tóth Frigyes         |
| Pincér                                                | George Roderick   | Balázsi Gyula               | Végh Ferenc                 |
| Zenekarvezető                                         | Eric Rogers       | Balázsi Gyula               | Kardos Gábor                |
| Hölgybeteg fejhallgatóval                             | Lucy Griffiths    | N/A                         | N/A                         |

## Érdekesség
- A kitalált „Boldogság-szigetek”-et („Beatific Islands”) a film második felében Dr. Nookey (Jim Dale) Ördög-szigetnek(wd) mondja.